# إدميلسون براغا بيسب جونيور
إدميلسون براغا بيسب جونيور (بالبرتغالية: Ademilson‏) (9 يناير 1994 في كيوباتو في البرازيل – )؛ هو لاعب كرة قدم كان يلعب كمهاجم.

## وصلات خارجية
- إدميلسون براغا بيسب جونيور على موقع الاتحاد الدولي (مؤرشف)  (الإنجليزية)
- إدميلسون براغا بيسب جونيور على موقع رابطة كرة القدم اليابانية للمحترفين (اليابانية)
- إدميلسون براغا بيسب جونيور على موقع قاعدة بيانات كرة القدم.إي يو (الإنجليزية)
- إدميلسون براغا بيسب جونيور على موقع Soccerway.com (الإنجليزية)
- إدميلسون براغا بيسب جونيور على موقع عالم كرة القدم.نت (الإنجليزية)
- إدميلسون براغا بيسب جونيور على موقع AS.com (الإسبانية)